# ケーダー
ケーダー（英: Kader Industrial Company Limited、中国語: 開達集団有限公司）は、香港の模型メーカーである。『バックマン』のブランド名で知られている。

## 概要
中華人民共和国広東省東莞市に製造拠点を持ち、自社鉄道模型製品の生産や、パナソニックの家電製品の外装、ディズニー、ハズブロ、マテルなどへ向けての玩具のODM生産を行っている。
ケーダーのビジネスモデルは、参入する各国の市場において著名なメーカーを買収し、各国の生産拠点を閉鎖して中国にて集中生産し製造コストを削減するというものである。製品の多くは香港で設計の手直しをされている。1990年代以降は世界中の鉄道模型メーカーを買収し、世界で最も多く鉄道模型や玩具を生産するメーカーとなった。

## 歴史
1948年、丁熊昭 (Ting Hsiung chao) が香港にて創業。当初は懐中電灯を主に生産していた。
1984年にアメリカ合衆国のバックマン兄弟商会を買収し、バックマンブランドを用いた鉄道模型の生産を開始した。
1985年には香港聯合交易所に『Kader Holdings Company Limited』名義で株式を上場した。
1989年にはヨーロッパ市場へ参入した。イギリスのパリトーイ社の鉄道模型ブランドであった『メインライン』を買収し、『バックマン・ブランチライン』のブランドでOOゲージ鉄道模型の生産を開始した。
1992年にはオーストリアのリリプット (Liliput ) を買収した。
1993年5月10日、台湾の企業と共同設立したタイの玩具工場で火災が発生し、死者188人、負傷者500人以上の惨事に終わった。
2000年にはイギリスのグラハム・ファリッシュを買収し、2007年にはアメリカのウィリアムモデルズを買収し、傘下に加えた。
2008年、香港を拠点とし、玩具や鉄道模型のODM生産を行っていたサンダカン (Sanda Kan ) を買収した。

## 鉄道模型
ケーダーが鉄道模型に参入したきっかけは、ODM生産先であったバックマン兄弟商会の経営悪化による会社売却であった。1984年にバックマン兄弟商会を買収し、社名をバックマン・インダストリーズに変更させ、アメリカ市場へ向けてバックマンブランドを使った鉄道模型の展開を開始した。
バックマン兄弟商会買収以前から同社の下請けで鉄道模型を生産しており、バックマン製品はアメリカ市場で広く流通していた。ケーダーではバックマンのブランド名を前面に出し、香港製品は粗悪であるという風潮を打開すべく製品の改良を進めた。
2008年に買収したサンダカンは、イギリスにおいて競合会社となっていたホーンビィ製品のODM生産を行っていた。また、ライオネルやメルクリン、BRAWA、アトラス、ライフライクなど様々な企業の鉄道模型や玩具のODM生産を行っていたが、2004年にJPモルガンによるサンダカンの買収で、生産上の深刻な問題を抱えていた。ケーダーによる買収で模型ODM生産業界が一本化された。その後、サンダカンの元のオーナーは会社に復帰した。
かつて日本のトミーが「トミーN（ナイン）スケール」ブランドで鉄道模型に参入する際、製造をケーダーに委託していた。16番ゲージではプラスチック製の国鉄EF58形電気機関車と国鉄12系客車。Nゲージでは国鉄ED75形電気機関車、国鉄DD13形ディーゼル機関車、国鉄2軸貨車などが製造された。